# San Andrés y Sauces
San Andrés y Sauces és un municipi de l'illa de La Palma, a les illes Canàries. Durant una mica de temps van ser dos pobles separats, San Andrés en la costa i Los Sauces en les medianías. Després de la crisi de la canya de sucre es va iniciar el declivi d'ambdós el que va produir que finalment s'unissin. A causa de ser lloc de passada de la carretera del nord, Els Sauces va créixer en població mentre que San Andrés es va estancar.

## Economia
El municipi destaca per la seva massa boscosa de laurisilva, els seus profunds barrancs, els seus bancals i cultius de plàtans. Alguns llocs d'interès són el barranc i bosc de Los Tilos, així com els nuclis de població, on vam trobar bones mostres d'arquitectura tradicional. L'economia gira entorn del plàtan principalment, sent l'únic altre cultiu d'importància la canya de sucre, que s'usa en l'única destil·leria de l'illa per a fabricar el Rom Aldea. Altre cultiu minoritari és el ñame, que es conrea en els vessants humits entollades dels barrancs. En la costa es troba Puerto Espíndola, un petit port pesquer que anteriorment va ser la principal via de comunicació del municipi, abans que es construís en el segle XX la carretera. En la costa es troben també les piscines naturals del Charco Azul, petit centre turístic del municipi.

## Població
| Any  | Població | Densitat |
| ---- | -------- | -------- |
| 1976 | 7.078    | 165.57   |
| 1984 | 6.057    | 141.68   |
| 1991 | 5.392    | 126.13   |
| 1996 | 5.438    | 127.20   |
| 2001 | 5.351    | 125.17   |
| 2002 | 5.226    | 122.25   |
| 2003 | 5.102    | 119.35   |
| 2004 | 5.012    | 117.24   |
| 2005 | 5.086    | 118.97   |
| 2006 | 5.020    | 117.42   |